# Larinus vulpes
Довгоносик Larínus vúlpes — вид комах з родини Curculionidae української фауни.

## Походження назви
Латинська видова назва походить від лат. vulpes [vul'pes] — лисиця.

## Зовнішній вигляд
Довжина тіла 11–13 мм. Основні ознаки морфології імаго:
- по тілу зверху розкидані нечітких обрисів плями з волосків. На надкрилах плями утворюють два нерівномірні ряди, один поблизу стикання надкрил, другий — ближче до зовнішнього боку;
- часто тіло зверху вкрите пилкоподібним жовтим або червонувато-коричневим наліо. Протягом життя він, а також волосяні плями, частково або зовсім можуть витертися;
- вздовж бічного краю передньоспинки є смуга з густих волосків, що прилягають до тіла;
- усі стегна із чіткою перетяжкою поблизу вершини і булавоподібно потовщені; їх зовнішній бік дугоподібно вигнутий;
- головотрубка самця коротша, ніж його передньоспинка; у самиці обидва показники майже однакові.

## Спосіб життя

### Місця мешкання

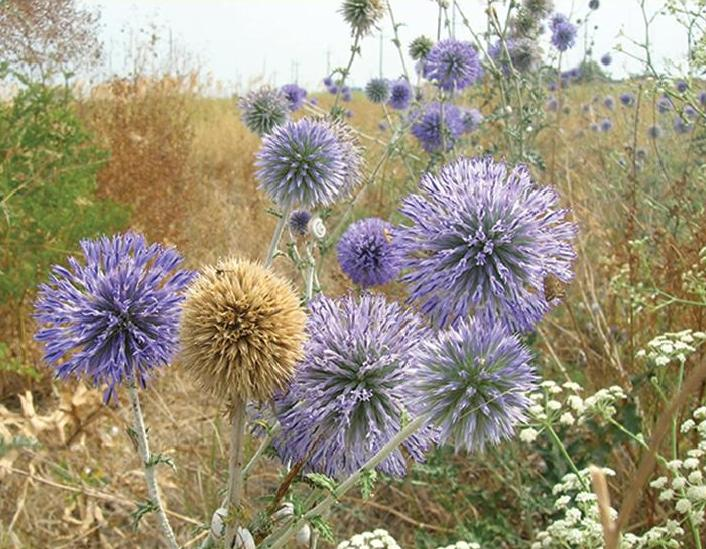
Типовий біотоп жука-довгоносика Larinus vulpes — Кирилівська коса Запорізької області

Larinus vulpes віддає перевагу відкритим добре освітленим біотопам. Він зустрічається на цілинних та деградованих степових ділянках, берегах водойм, кам'янистих та крейдових схилах, узліссях, штучних лісонасадженнях. Його знаходили також на ділянках із рудеральною рослинністю (смітники, деградовані пасовища, старі цвинтарі, узбіччя доріг тощо).

### Харчування

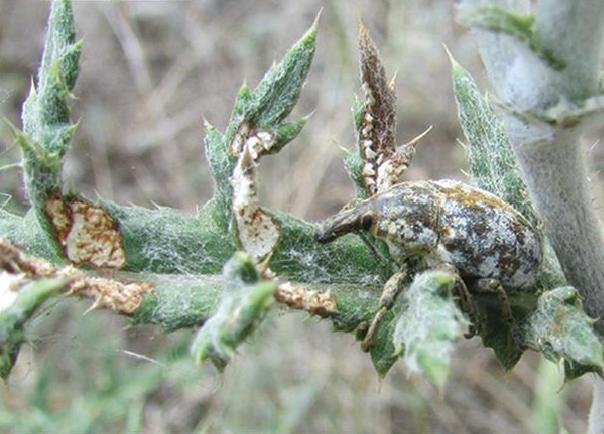
Жук-довгоносик Larinus vulpes на головатні. Як бачите, виїдаючи м'якоть листка, жук не чіпає щільну шкірочку нижньої частини листка. На листку лишаються «віконця», затягнуті шкірочкою

Жуки й личинки харчуються на рослинах з роду головатень (Echinops). В Україні це головатень руський (E. ruthenicus) та головатень круглоголовий (E. sphaerocephalus). Імаго обгризають верхівки пагонів та верхню поверхню листя. Починаючи їсти, жук, діючи голово трубкою, як шкребком, очищую лист зверху від павутиноподібного покриття, потім верхніми щелепами мандибулами здирає шкірочку листка і вигризає його м'якоть. Личинки гризуть тканини всередині суцвіть (див. нижче).

### Життєвий цикл
В Україні активні жуки з'являються у природі з кінця квітня (звичайно — з кінця травня). Ранньої весни жуки гризуть розетки молодого листя. Максимуму чисельності вони досягають наприкінці червня, а потім вона знижується. Активних жуків нового покоління можна зустріти від початку серпня до початку вересня.
Життєвий цикл добре синхронізований із фенологією кормових рослин. До початку їх вегетації жуки перебувають у діапаузі. Коли рослина вегетує, але не цвіте, жуки стають активними й харчуються. З початком цвітіння головатня жуки паруються і відкладають у суцвіття яйця; завершення цвітіння й вегетації збігається з появою жуків нового покоління.
Парування та відкладання яєць відбувається з другої половини червня і до середини липня. Жуки вигризають отвори у нижній частині суцвіть і у кожний отвір відкладають одне яйце. Яйця овальні, молочно-білі, блискучі. Ймовірно, інколи яйця відкладаються у стебло трохи нижче суцвіття.
В одному суцвітті можуть розвиватися до 5–6 личинок, хоча завершити розвиток і перетворитися на лялечок вдається максимум двом з них. Личинки гризуть квітколоже і первинні суцвіття, що утворюють складний кошик голованя, п'ють сік, що витікає з пораненого квітколожа. Зверху і з боків навколо себе личинка будує камеру з огризків та екскрементів, котрі скріплює рослинним соком. Завершуючи розвиток, личинка зміцнює стінки камери, змащуючи їх рідиною, яку виділяє з анального отвору. Рідина швидко застигає, утворюючи щільні стінки комірки для заляльковування.
Вийшовши з лялечки, імаго залишається у суцвітті до 5–7 діб, поки його покриви не набудуть повної твердості. Потім жук вигризає стінки камери й сухого суцвіття і полишає його. За рік розвивається одне покоління. Зимують імаго поза кормовою рослиною, ймовірно — у верхньому шарі ґрунту, прикритого сухими рослинними рештками.

## Географічне поширення
Ареал виду охоплює практично всю Південну Палеарктику. Вид знайдений в Португалії, Іспанії, Італії, Греції, Словаччині, Молдові, Україні, на півдні Європейської Росії, у Західному Сибіру, Алжирі, Лівії, Тунісі, Сирії, Туркменістані, Узбекистані, Таджикистані. Найпівнічніший пункт, де реєструвався вид — місто Кунгур (Росія, 56–57° п.ш.). В Україні жуків знаходили у Криму і в 15 адміністративних областях, від Херсонської до Чернігівської і від Львівської до Луганської. Тобто, ареал виду включає, ймовірно, всю територію України.

## Практичне значення
Головатень — гарний медонос, лікарська сировина, декоративна рослина. Там, де він як такий спеціально вирощується, Larinus vulpes може виявитись потенційним шкідником. Але невідомі реальні випадки, коли б цей жук досягав такої чисельності та щільності, яка б завдавала шкоди рослинам, що культивуються.